# Svenska mästerskapet i handboll för herrar 1943/1944
Svenska mästerskapet i handboll 1943/1944 vanns av Majornas IK. Deltagande lag var DM-vinnarna från respektive distrikt.

## Omgång 1
- Visby AIK–AUS, Uppsala 9–13

## Omgång 2
- GIF Sundsvall–Sollefteå GIF 16–8
- Umeå läroverk–Hornskrokens IF 18–12
- AUS, Uppsala–IK Göta 7–13
- Örtakoloniens IF–Ludvika FfI 18–10

## Omgång 3
- GIF Sundsvall–Umeå läroverk 9–4
- IK Göta–Örtakoloniens IF 17–10
- IF Hallby–IF Leikin 16–8
- Västerås HF–IK City 9–3
- Norrköpings AIS–Örebro SK 12–14
- Karlstads BIK–Majornas IK 9–12

## Kvartsfinaler
- GIF Sundsvall–IK Göta 4–25
- IFK Karlskrona–IF Hallby 11–9 (förl.)
- Västerås HF–Örebro SK 15–10
- Majornas IK–Uddevalla IS w.o.

## Semifinaler
- IK Göta–IFK Karlskrona 3–12
- Västerås HF–Majornas IK 8–16

## Final
- IFK Karlskrona–Majornas IK 8–16